# Vodena Draga
Vodena Draga – wieś w Chorwacji, w żupanii karlowackiej, w gminie Bosiljevo. W 2011 roku liczyła 37 mieszkańców.